# Jean-Marc Reiser
Jean-Marc Reiser (Réhon, 13 aprile 1941 – Parigi, 5 novembre 1983) è stato un fumettista francese conosciuto per i suoi fumetti dai contenuti controversi.

## Biografia
Comincia la sua attività nel 1959 nella pubblicazione La Gazette de Nectar. Nel 1960 insieme a Fred, Georges Bernier e François Cavanna partecipa alla fondazione della rivista Hara-Kiri che prosegue la sua attività fino al 1970 quando viene sospesa la pubblicazione da parte del ministero dell'interno presumibilmente per la presa in giro di Charles de Gaulle all'epoca recentemente deceduto anche se ufficialmente fu bandito per pornografia. In seguito Reiser lavora per Charlie Hebdo ed altre pubblicazioni. 
Muore all'età di 42 anni il 5 novembre 1983 per un tumore alle ossa.

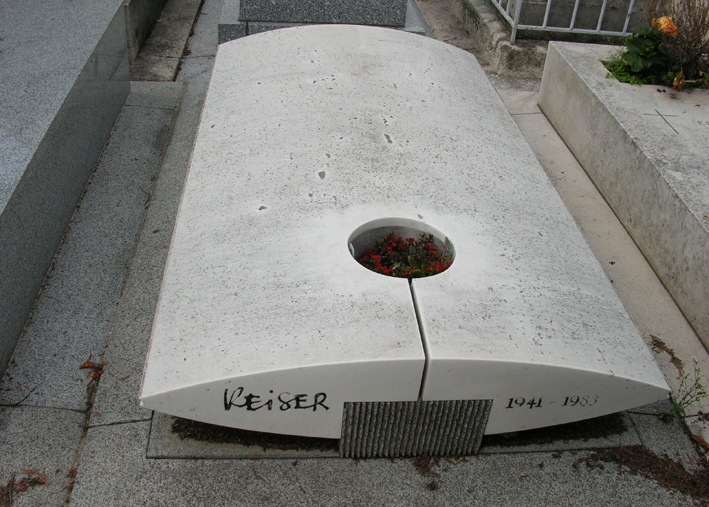
La tomba di Jean-Marc Reiser.

## Premi
- Nel 1974 vince il Prix Saint-Michel per La vie au grand air.[2]
- Nel 1978 vince il Grand Prix de la ville d'Angoulême.[3]